# Сноп (село)
Сноп е село в Североизточна България. То се намира в община Генерал-Тошево, област Добрич.

## Население
Преброяване на населението през 2011 г.
Численост и дял на етническите групи според преброяването на населението през 2011 г.:
|                     | Численост | Дял (в %) |
| Общо                | 60        | 100,00    |
| Българи             | 35        | 58,33     |
| Турци               | 7         | 11,66     |
| Цигани              | 15        | 25        |
| Други               | 0         | 0,00      |
| Не се самоопределят | 0         | 0,00      |
| Неотговорили        | 0         | 0,00      |

## Религии
- Християнство

## Редовни събития
На 9 септември е празникът на селото (събор).

## Личности
- Александър Алексиев – общински председател на СДС Добрич, директор на РИО
- Стоян Иванов – директор на МВР – Добрич, писател-историк